# Casino Marino

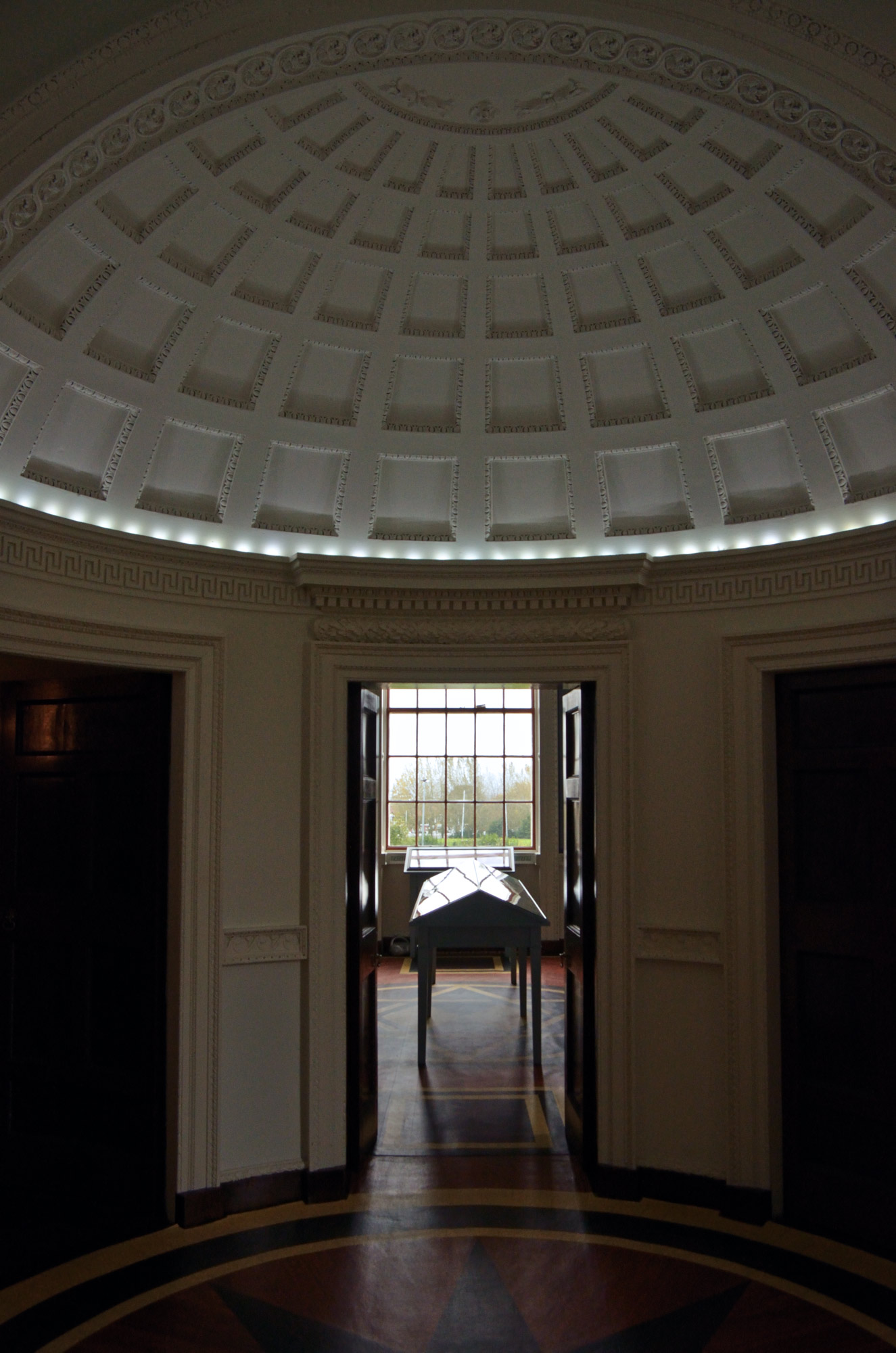
Przedsionek Casino Marino

Casino Marino – neoklasycystyczny budynek typu folly w Dublinie (Irlandia), którego projektantem był William Chambers. Został zbudowany w latach 1758–1776 dla Jamesa Caulfeilda, hrabiego Charlemont.

## Nazwa
Budynek nigdy nie był kasynem, jak mogłaby sugerować nazwa – jest ona bowiem zdrobnieniem włoskiego casa i oznacza domek.

## Historia
Budynek powstał w latach 1758–1776, będąc jednym z najważniejszych dzieł Szkota Williama Chambersa, wybudowany na zlecenie hrabiów Charlemont. W 1876 majątek Charlemonta został sprzedany, a dom, z którym Casino Marino było połączone tunelem, został zburzony w latach dwudziestych XX wieku. Budynek Casino Marino niszczał do 1930, gdy parlament podjął uchwałę o przejęciu go na własność państwa. Renowację rozpoczęto w 1972. W 1984 budynek Casino Marino został otwarty dla publiczności. Zarządza nim Office of Public Works.

## Budynek
Jest to miniaturowy trzykondygnacyjny pałacyk przypominający z zewnątrz grecką świątynię. Prawdopodobnie nigdy nie był zamieszkany, a służył do spotkań hrabiego z przyjaciółmi. Budynek jest symetryczny, to znaczy wszystkie strony są takie same. Każdego rogu pilnują lwy. Mimo że budynek robi wrażenie małego, wewnątrz na trzech piętrach znajduje się 16 pomieszczeń.
W piwnicy umieszczono kuchnię, spiżarnię, inne pomieszczenia pomocnicze i wejścia do tuneli. Na parterze z przedsionka wchodzi się do salonu, który jest głównym pomieszczeniem w budynku. Z niego ukrytymi w ścianach drzwiami można wejść do dwóch pomieszczeń: Zodiac Room i  China Closet. Na pierwszym piętrze znajdowały się sypialnie. Sufity w budynku są stiukowane, natomiast podłogi intarsjowane. Szyby w oknach działają jak lustro weneckie.
Wokół budynku jest dwanaście kolumn doryckich, które wyglądają na identyczne, ale cztery z nich są puste i służą jako rynny do odprowadzania wody deszczowej z dachu. Zewnętrzna część budynku jest bogato zdobiona. Nad portalami umieszczono cztery posągi: na przodzie stoją Ceres i Bachus, a z tyłu są Apollo i Wenus. Symbolizują one przyjemność i obfitość. Urny na dachu skrywają kominy, ponieważ budynek ogrzewają nie tylko kominki, ale zainstalowano tu też centralne ogrzewanie na wzór rzymski. Lwy, które strzegą każdego rogu, mają styl egipski. Duże drzwi wejściowe wykonano z dębu irlandzkiego. Chambers polecił, aby z zewnątrz zostały naturalne, bo w ten sposób z czasem miały się zlać z otaczającym je wapieniem portlandzkim.

## Zwiedzanie
Budynkiem opiekuje się Office of Public Works. W połowie czerwca 2017 budynek został zamknięty (do odwołania) z powodu prac konserwatorskich.
Casino Marino jest uznawane za jedną z osobliwości stolicy Irlandii.